# 우메야마 코코나
우메야마 코코나(일본어: 梅山 恋和, 2003년 8월 7일 ~ )는 일본의 여성 아이돌 그룹 전 NMB48 팀M의 멤버이다. 오사카부 출신이다.

## 출연

### 방송
- PRODUCE 48 (2018년, Mnet)[1]

### 광고
- 유니버설 스튜디오 재팬 (2020년 2월 -)[2]
- 551 HORAI (2020년 10월 - )
- Joshin 조신전기(上新電機) (2021년 3월 - )[3]